# Kaligangsa
Kaligangsa is een bestuurslaag in het regentschap Tegal van de provincie Midden-Java, Indonesië. Kaligangsa telt 9141 inwoners (volkstelling 2010).